# 7098 Реомюр
7098 Реомюр (7098 Réaumur) — астероїд головного поясу, відкритий 9 жовтня 1993 року.
Тіссеранів параметр щодо Юпітера — 3,357.
Названо на честь французького вченого Рене Антуана Реомюра (1683–1757)